# Knights of the Temple II
Knights of the Temple II est un jeu vidéo d'action-aventure développé par Cauldron et édité par Playlogic Entertainment et TDK Mediactive, sorti en 2005 sur Windows, PlayStation 2 et Xbox.
Il fait suite à Knights of the Temple: Infernal Crusade.

## Accueil
- Jeuxvideo.com : 12/20[1]